# Leni Stenseth
Leni Stenseth, född 17 februari 1969, är en norsk diplomat.
Stenseth har tjänstgjort vid utrikestjänsten sedan 2000. Mellan 2008 och 2013 hade hon flera ledarbefattningar vid Norges Røde Kors, bland annat som utlandschef. Hon var avdelningsdirektör i Utrikesdepartementet 2013–2019 och utsågs 2019 till ambassadör i Beirut. Den 18 juni 2020 utnämndes hon till vice generalkommissionär vid FN:s hjälporganisation för Palestinaflyktingar.